# Postolar Tripper
Postolar Tripper je glazbeni sastav iz Zadra.

## Povijest sastava
Grupa Postolar Tripper svoje korijene vuče još iz 2003. godine kad su zadarski medijski eter okupirali prvim singlom „Ošljačka saga“, pjesmi koja je duhovito progovarala o zadarskim bodulima, a koja je napravljena za potrebe bizarne humoristične emisije ”Generacija Ex” na radiju 057.
Nakon drugog gastro singla „Tužna priča o selu“ ( poznatija više kao „Koga, čega, janjetine“ ) tadašnji hip-hop dvojac izdaje i album „Sve što imam sam ukra“ te okupljaju sastav za svirke uživo. Sastav se sve bolje upoznaje radeći na novom materijalu te snimajući album obrada novovalnih pjesama. 2008. godine izlazi i njihov zajednički album znakovitog imena „Popravni“ s kojega su kao prepoznati hitovi zaživjele pjesme „Na rubu ponora“, „Palma u pitaru“ te „Marijana“.
Od tada, sada već sedmeročlani sastav, učestalo nastupa i samouvjereno gradi sve veću bazu fanova. Promovirajući „Popravni“ Postolari postaju prepoznati kao koncertna atrakcija čiji su koncerti ispunjeni izrazitom energijom te dobrim vibracijama. Kao posebno zapažene koncerte ističu rasprodani Kset i Stereo dvoranu u Rijeci. Albumom „Čujem ja netko šuti“ 2012. godine grupa potvrđuje i opravadava status jednog od ponajboljih hrvatskih sastava. Tome u prilog govore i brojni koncerti, njihova velika posjećenost te zapaženi singlovi ( „Burza Rada“, „Largo“, „Gajeta“ ). Iste godine nastupaju na Šibenskoj šansoni s pjesmom Gajeta koju su napravili u suradnji s klapom Libar te osvajaju nagradu za najbolje debitante. 
2013. godine Postolari obilježavaju deset godina djelovanja velikim koncertom u Tvornici. Te godine nagrađeni su i Porinom za najbolji album klupske glazbe. 

## Diskografija
- Sve što iman san ukra (2005.)
- Zamisli život u ritmu cipela za ples (2007.)
- Popravni (2008.)
- Čujem ja netko šuti (2012.)
- Kamo sutra? (2016.)

## Vanjske poveznice
- Službene stranice  Arhivirana inačica izvorne stranice od 4. veljače 2012. (Wayback Machine)
- Balada o svinji i plinu (Slobodna Dalmacija)
- Davor Valčić: Crpili smo inspiraciju s ulica i iz zahodske školjke (Slobodna Dalmacija)